# Letcher
Letcher é uma cidade  localizada no estado norte-americano de Dakota do Sul, no Condado de Sanborn.

## Demografia
Segundo o censo norte-americano de 2000, a sua população era de 177 habitantes.
Em 2006, foi estimada uma população de 164, um decréscimo de 13 (-7.3%).

## Geografia
De acordo com o United States Census Bureau tem uma área de
1,7 km², dos quais 1,6 km² cobertos por terra e 0,1 km² cobertos por água. Letcher localiza-se a aproximadamente 397 m acima do nível do mar.

## Localidades na vizinhança
O diagrama seguinte representa as localidades num raio de 24 km ao redor de Letcher.